# Wien-híd

A Wien-híd elvi vázlata
U_{we}Bemenő feszültség
U_{wy}Kimenő feszültség

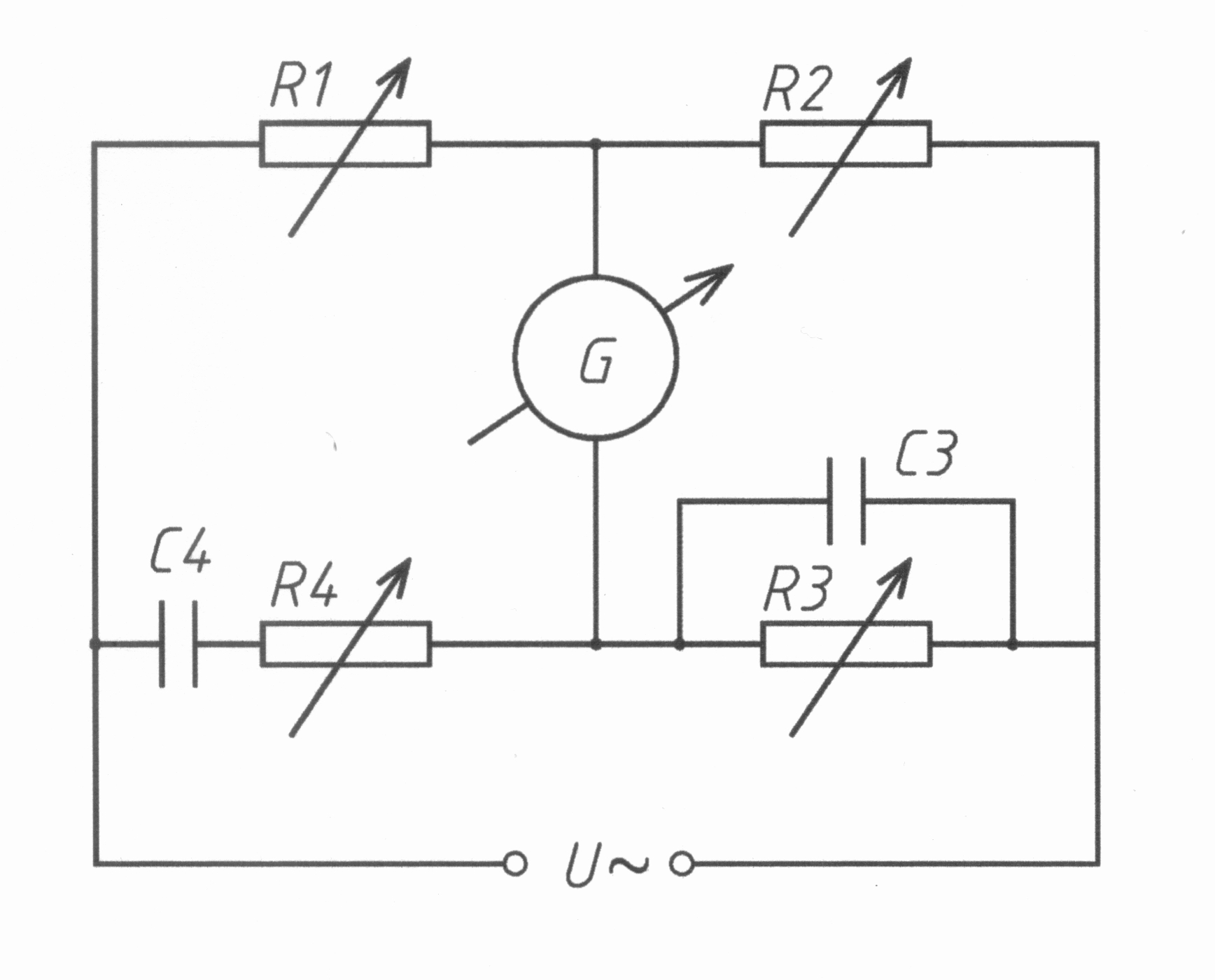
A Wien-híd kapcsolása

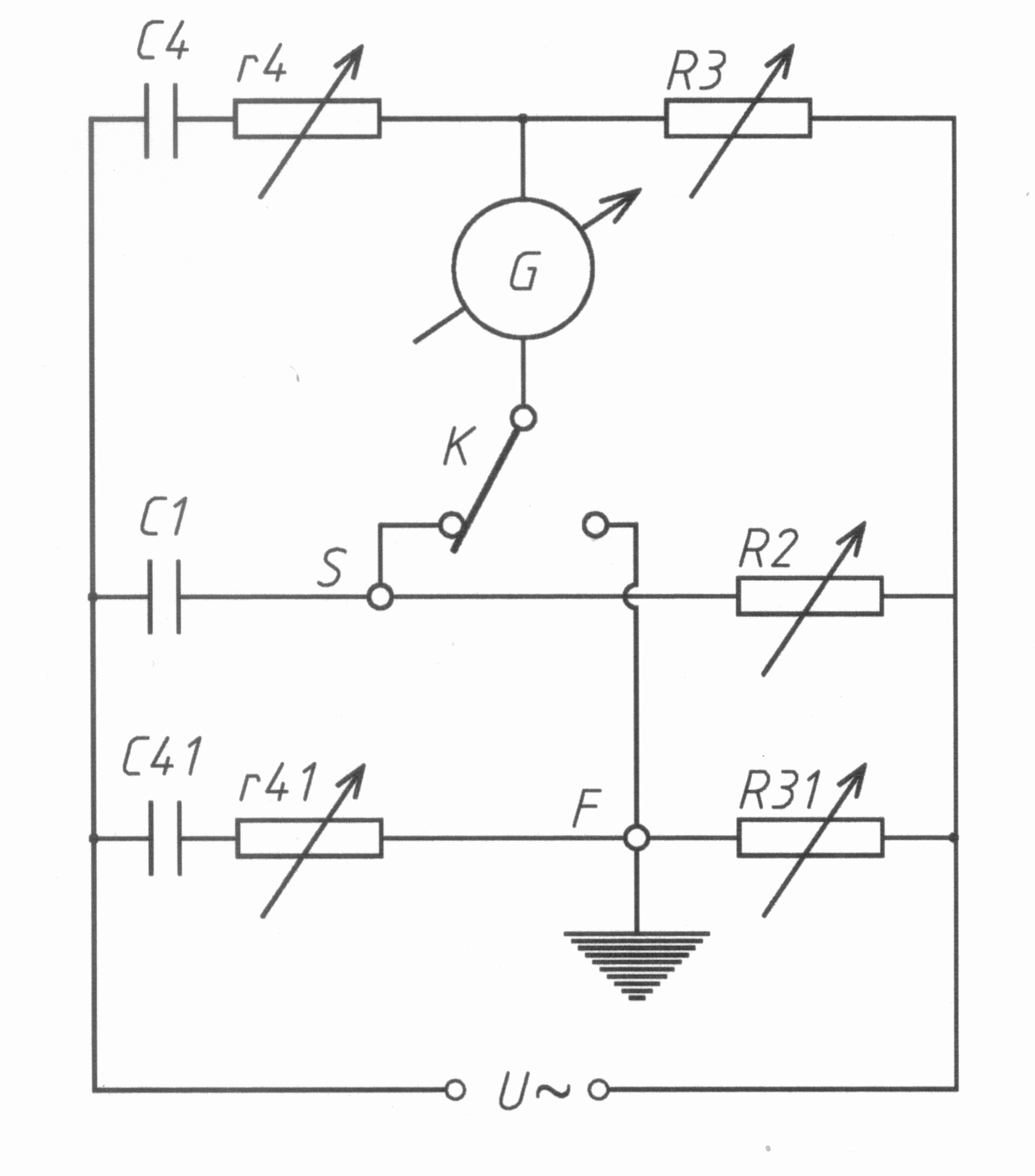
Wien–Wagner-híd segédföldeléssel

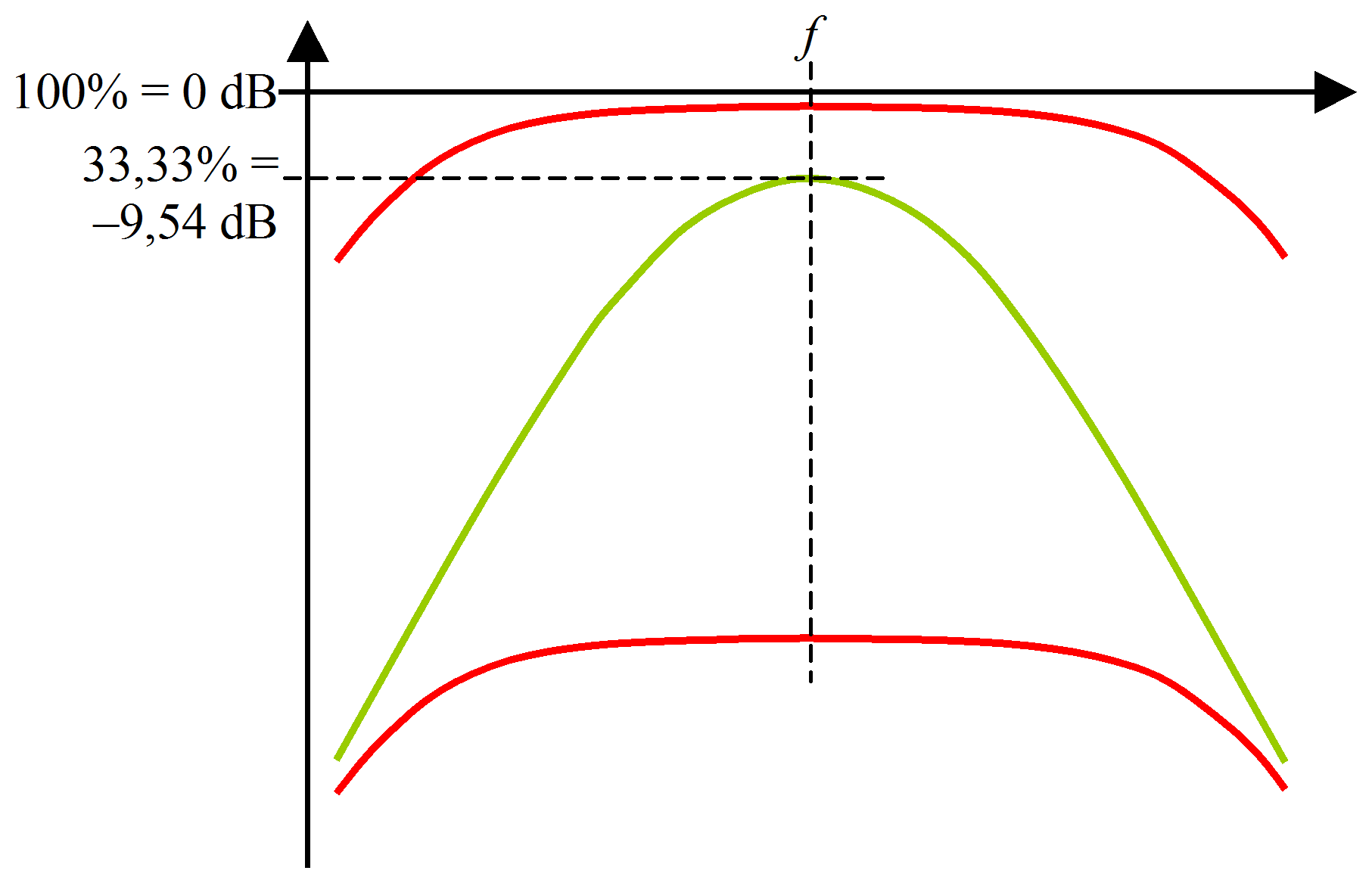
A Wien-híd Bode-diagramja

A Wien-híd egy RC tagok impedanciájának precíziós meghatározására is szolgáló hídkapcsolás, amelyet Max Wien 1891-ben dolgozott ki. Megfelelő módosítással LR tagok mérésére is alkalmassá tehető (Maxwell–Wien-híd).
A Wien-híd egy sávzáró szűrő, amelynek f0 frekvencián a kimeneti feszültsége 0, fáziseltolódása 0.
A híd táplálása ismert frekvenciájú váltakozó feszültséggel történik.
{\displaystyle C_{x}={\frac {C_{2}\cdot R_{4}}{R_{3}\cdot (1+\omega ^{2}\cdot C_{2}^{2}\cdot R_{2}^{2})}}}
Valamint:
{\displaystyle R_{x}={\frac {R_{3}\cdot (1+\omega ^{2}\cdot C_{2}^{2}\cdot R_{2}^{2})}{\omega \cdot R_{2}\cdot R_{4}\cdot C_{2}^{2}}}}
Ahol ω = 2·π·f (f a hidat tápláló váltakozófeszültség frekvenciája).

## Wien–Wagner-híd segédföldeléssel
Szükség lehet arra, hogy a mérés során a környezetből (például a mérést végző személy ruhájából) felvett töltést a földbe tudjuk vezetni. Erre kínál megoldást a Wien–Wagner-híd segédföldeléssel.
Ezt a megoldást elterjedten használják a vezetékes híradástechnikában és az erőátvitelben.
A kapcsolás segítségével a kondenzátorok arányát 0,1% pontossággal lehet meghatározni.  

### A híd kiegyenlítése
A mérendő C1 veszteséges kondenzátor szöghibáját az R41 (kis értékű) ellenállással egyenlíti ki.
A kiegyenlítést el kell végezni az R2 és R3 ellenállásokkal a kapcsoló S állásában, valamint az R41 és R31 ellenállás segítségével a kapcsoló F állásában.
A híd sikeres kiegyenlítésekor a műszer kitérése a kapcsoló mindkét állásában 0. Ekkor {\displaystyle C_{1}=C_{4}\cdot {\frac {R_{3}}{R_{2}}}}

## A Wien-híd mint sávzáró szűrő (Wien–Robinson-híd)
Amennyiben a Wien-híd bemenetére (Uwe) különböző frekvenciájú jeleket kapcsolunk, a kimenetén (Uwy) vizsgálva a jeleket sávzáró szűrőként fog viselkedni, amely a rezonanciafrekvencián (a híd kiegyenlített állapota) 0 nagyságú jelet ad. Ezt a tulajdonságát többek között a Wien-hidas oszcillátorban használják.
Karakterisztikája hasonló a kettős T szűrőéhez.